# Andrew Latimer

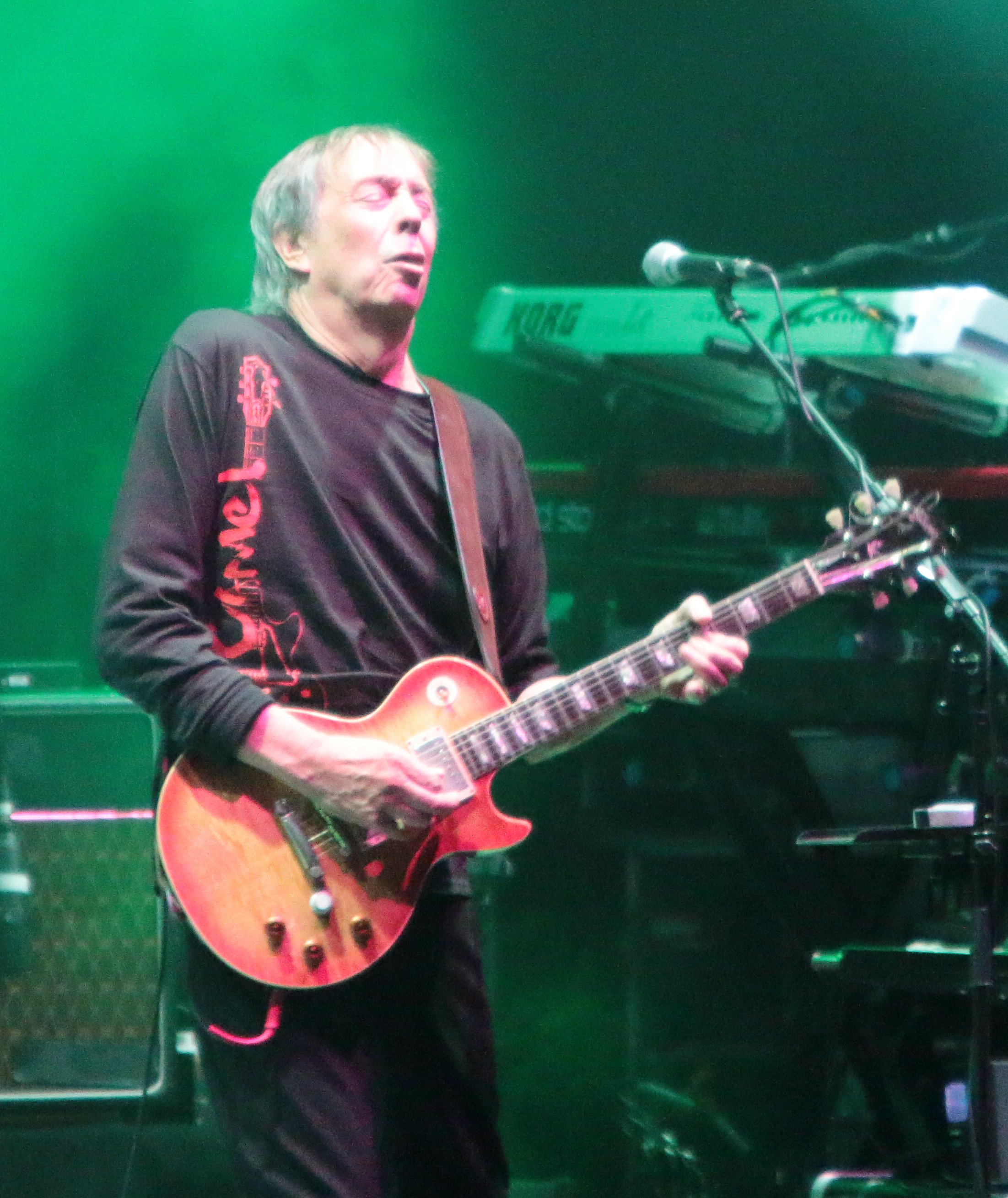
Andy Latimer, 2015

Andrew Latimer (Guildford, 17 mei 1949) is een Britse muzikant. Hij was een medeoprichter van de progressieve rockgroep Camel, en zou door de decennia heen het enige vaste lid blijven dat de groep verder leidde. Hij is vooral voor de zang en gitaar verantwoordelijk, maar speelt op veel albums ook fluit of keyboards. In 1991 richtte Latimer zijn eigen platenlabel, "Camel Productions" op, dat daarna de albums van Camel zou verspreiden. Latimer is getrouwd met Susan Hoover, die sinds het album Nude uit 1981 de songteksten voor Camel schrijft.
In december 2007 werd bekend dat de muzikant ernstig ziek was, en een beenmergtransplantatie moest ondergaan. Na een zware revalidatie, waarover zo nu en dan berichten via de sociale media verspreid werden, was Latimer in 2013 voldoende hersteld om het toeren te hervatten. Enthousiaste fans waren blij om hem weer live aan het werk te kunnen zien. De groep toerde in Europa en speelde daarbij de volledige Snowgoose-lp. In 2018 startte Latimer de Moonmadness-concertreeks, alhoewel hij geplaagd werd door artritis in de handen.
Bekende gitaristen uit de progressieve rock zoals Steve Rothery (Marillion), Mikael Åkerfeldt (Opeth), Bryan Josh (Mostly Autumn) en Bruce Soord (The Pineapple Thief) noemden in interviews Latimer als een van hun belangrijkste voorbeelden. Andy Latimer ontving een Lifetime Achievement Award tijdens de Progressive Music Awards van 2014.
- Gemeinsame Normdatei: 134440331
- International Standard Name Identifier: 0000 0000 7881 9375
- Library of Congress Control Number: n95011811
- MusicBrainz: 40a85fd4-497d-4c44-97e6-e3be777bb8ec
- Nationale Bibliotheek van Tsjechië: ola2002151937
- Nationale Bibliotheek van Israël: 987007325127905171
- Nederlandse Thesaurus van Auteursnamen: 070589119
- Virtual International Authority File: 84964277
- WorldCat: E39PBJxmDDqWXyh8mMFJgcHXBP